# 莲花河畔景苑房屋倒塌事故
31°07′36″N 121°23′51″E / 31.126739°N 121.397409°E
莲花河畔景苑房屋倒塌事故是2009年6月27日在中国上海闵行莲花南路、罗阳路599弄的一次房屋倒塌事故，在全球建筑史上较为罕见。

## 事發地點
蓮花河畔景苑是位於中華人民共和國上海市閔行區蓮花南路、羅陽路口淀浦河南岸古美板塊的住宅普通商品房，由11棟13層高多層大廈，共629個單位组成。單位面積包括66平方米的一房，93-103平方米的二房和124-128平方米的三房。
屋苑開發商為上海梅都房地產開發有限公司，承建商為上海眾欣建築有限公司，物業公司為上海迅梅物業管理有限公司。
樓盤于2008年11月開盤，預售許可證為閔行房地(2008)預字0799號、閔行房地(2008)預字0798號，預計2009年12月交房。

## 事件經過
2009年6月27日北京时间5时40分，在建的莲花河畔景苑楼盘中一幢已基本完工但尚未交付使用的13层小高层向南侧倾斜，然后迅速整体倒塌，管桩折断。事故发生时楼内有6名工人，其中5人及时走避，而1名27岁的铝合金装潢公司安徽籍员工肖德坤走避不及被活埋重傷，送院搶救後不治。而该楼盘在前一天，即6月26日，亦因损毁防汛墙而被处理。
莲花河畔景苑房屋倒塌事故发生后，毗邻工地的罗阳七村靠近罗阳路一侧的两排楼宇的135户居民被疏散到学校，晚间安排在宾馆住宿，到次日确认罗阳七村房屋没有隐患后，居民返回各自家中。
2009年8月5日，莲花河畔景苑倒覆楼房开始拆除。

## 调查
上海当局拘留了9人以便调查，当中包括为开发商和承包商工作的人。此外，上海政府冻结了那家房地产开发商的银行帐户，同时，购房者要求退款。中国官方的中央电视台的录像画面显示，整座楼房几乎是完整地倒塌，房屋结构没有散架，甚至已经安装好的玻璃窗都没有碎裂。
调查结果显示，倾覆主要原因是，楼房北侧在短期内堆土高达10米，南侧正在开挖4.6米深的地下车库基坑，两侧压力差导使土体产生水平位移，过大的水平力超过了桩基的抗侧能力，导致房屋倾倒。
事故调查专家组组长、中国工程院院士江欢成说，事发楼房附近有过两次堆土施工：半年前第一次堆土距离楼房约20米，离防汛墙10米，高3到4米；第二次从6月20日起施工方在事发楼盘前方开挖基坑堆土，紧贴7号楼北侧，6天内即高达10米。与此同时，紧邻大楼南侧的地下车库基坑正在开挖，开挖深度4.6米，大楼两侧的压力差使土体产生水平位移，过大的水平力超过了桩基的抗侧能力，导致房屋倾倒。南面4.6m深的地下车库基坑掏空13层楼房基础下面的土体，可能加速房屋南面的沉降，使房屋向南倾斜。
7号楼北侧堆土太高，堆载已是土承载力的两倍多，使第3层土和第4层土处于塑性流动状态，造成土体向淀浦河方向的局部滑动，滑动面上的滑动力使桩基倾斜，使向南倾斜的上部结构加速向南倾斜。
同时，10m高的堆土是快速堆上的，这部分堆土是松散的，在雨水的作用下，堆土自身要滑动，滑动的动力水平作用在房屋的基础上，不但使该楼水平位移，更严重的是这个力与深层的土体滑移力引成一对力偶，加速桩基继续倾斜。高层建筑上部结构的重力对基础底面积形心的力矩随着倾斜的不断扩大而增加，最后使得高层建筑上部结构向南迅速倒塌至地。 这个过程是逐步发生的，是可以监测得到的，直到高层建筑倾斜到一定数值才会突然倾倒。土体不滑动，高层建筑上部结构是不会迅速倒塌的。这是土体滑动造成的失稳破坏。

## 事故死亡人员及赔偿
肖德坤，男，安徽界首市肖庄村人，1988年7月9日出生，为事故中唯一死亡的人员。2009年7月7日，肖德坤的家人与其生前所在装潢公司达成协议，获得赔偿人民币77.5万元，此金额应当为中国大陆當時因工死亡农村进城打工人员获得的最高赔偿。

## 政府结论
上海市政府于2009年7月28日宣布，上海“莲花河畔景苑”在建楼房倒覆事故中，梅都房地产公司法定代表人张志琴、众欣建筑公司法定代表人张耀杰等7名责任人员对事故发生负有直接责任，涉嫌重大责任事故罪，被移送司法机关追究刑事责任，其中6人被刑事拘留；监理单位光启监理公司法定代表人王金泉等8名责任人员对事故发生负有相关责任，被处以罚款、解除劳动合同等处罚。此外，工程监测单位协力勘察公司对事故发生负有一定责任，予以通报批评。闵行区副区长连正华受到行政警告处分，闵行区梅陇镇镇长施宝其、副镇长周亮等分别受到行政记过和行政记大过处分。倒覆楼房开发商梅都房地产公司、总包单位众欣建筑公司、监理单位光启监理公司的资质证书目前均被吊销。
经事故调查组查实，上海梅都房地产公司现有的18名股东均非国家机关公务员。公司法定代表人、第一大股东张志琴因涉嫌重大责任事故罪被刑事拘留；第二大股东、原梅陇镇“镇长助理”阙敬德目前已被有关部门立案调查。
经调查，梅都公司第二大股东的阙敬德的“镇长助理”身份是梅陇镇党委书记蔡建忠超越权限、违规提名后被任命的，未上报区委组织部。目前上海市闵行区委已认定阙敬德镇长助理任命无效。同时，上海市闵行区梅陇镇党委、镇政府撤销阙敬德梅陇资产公司董事长、总经理，梅陇实业总公司总经理，迅豪置业有限公司党总支书记、总经理等职务。此外，梅陇镇党委书记蔡建忠超越权限、违规提名阙敬德担任镇长助理，严重违反《党政领导干部选拔任用工作条例》。根据《中国共产党纪律处分条例》《关于实行党政领导干部问责的暂行规定》，蔡建忠已被停职检查，接受组织调查。

## 審判
2010年2月11日，閔行區法院一審判決6名被告人入獄3至5年。2010年4月21日上午10点半，闵行区“倒楼案”在上海市第一中级人民法院一审宣判。被告人阙敬德贪污罪名成立，判处无期徒刑，剥夺政治权利终身，并处没收个人财产200万元；被告人张志琴犯贪污罪，判处无期徒刑，剥夺政治权利终身，并处没收个人财产500万元，犯挪用资金罪，判处有期徒刑7年，犯重大责任事故罪，判处有期徒刑6年，数罪并罚，决定执行无期徒刑，剥夺政治权利终身，并处没收个人财产500万元。

## 參閱
- 工程倫理

## 外部連結
- 蓮花河畔景苑 - 搜房网
- 蓮花河畔景苑 - 東方網房產頻道[永久]
- 蓮花河畔小區一幢在建樓房倒塌 - 閔行區人民政府網站[永久]
- 滬在建高樓倒塌1工人殞命 - 香港文匯報